# Dấu dầu
Dấu dầu (danh pháp khoa học: Schleichera oleosa) là một loài thực vật có hoa trong họ Bồ hòn. Loài này được (Lour.) Merr. miêu tả khoa học đầu tiên năm 1917.

## Hình ảnh

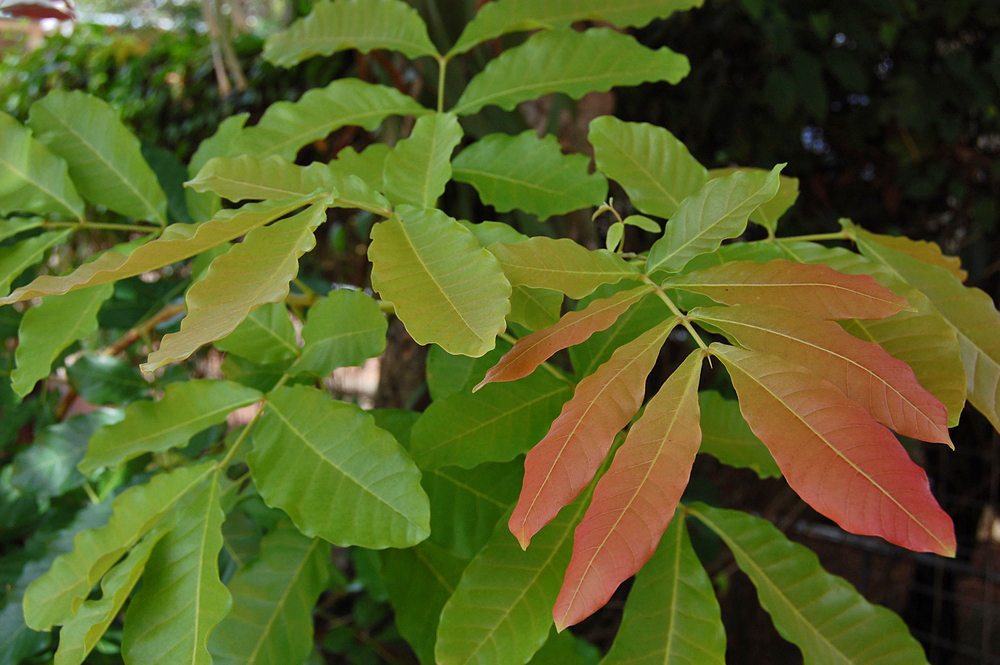
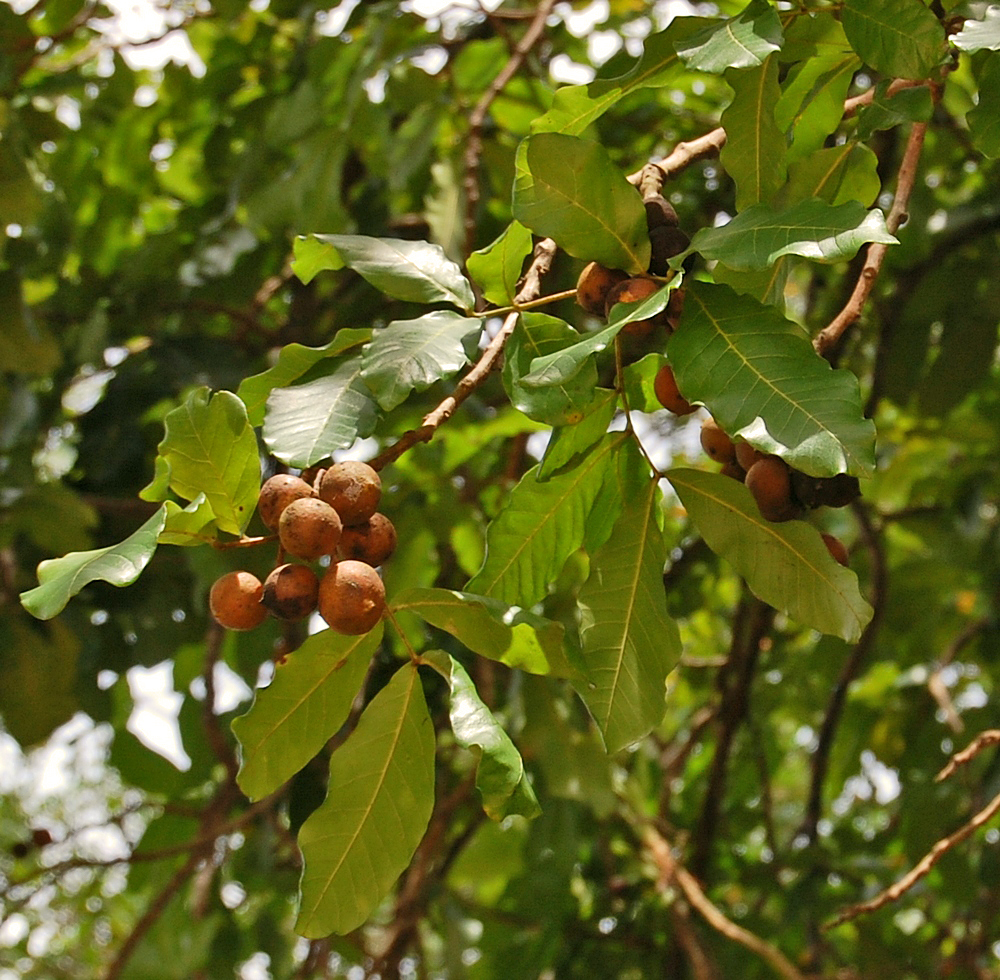
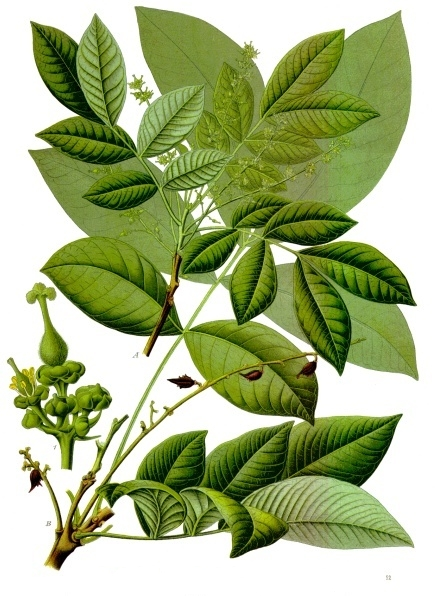
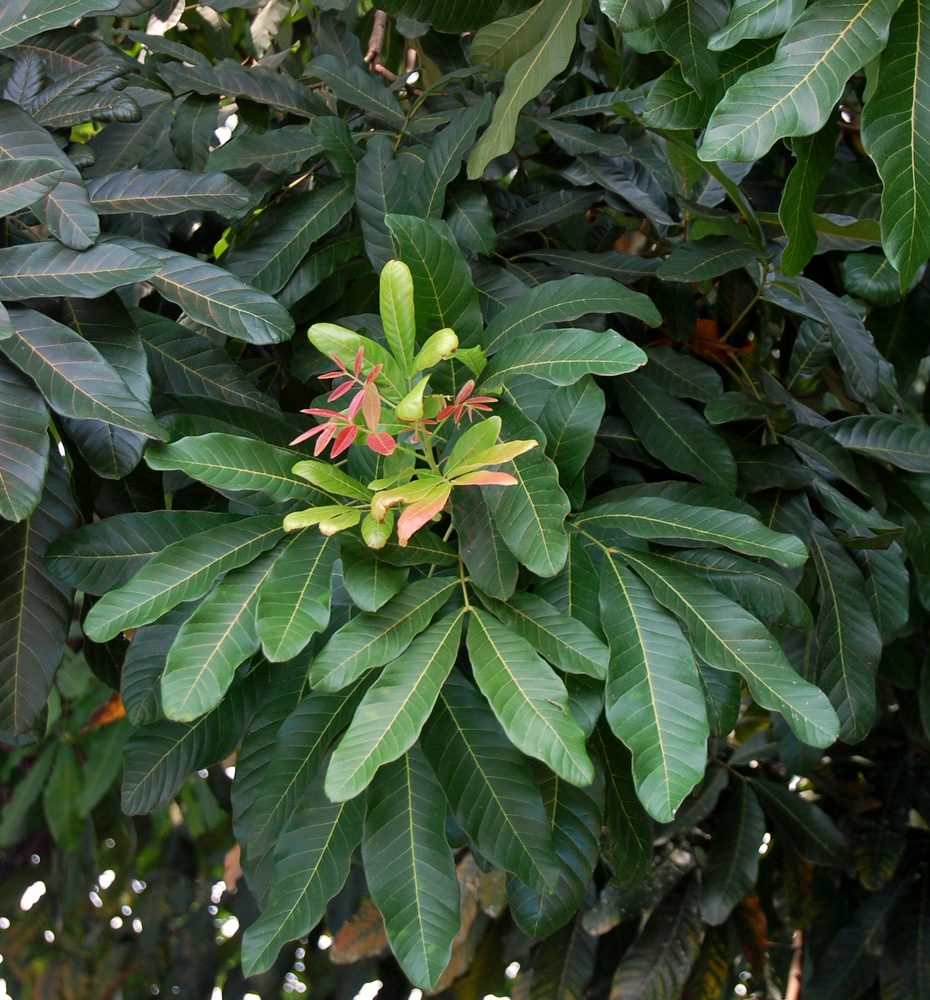